# لایگان روب
لایگان روب (انگلیسی: Leighanne Robe؛ زادهٔ ۲۶ دسامبر ۱۹۹۳) بازیکن فوتبال اهل بریتانیا است.
از باشگاه‌هایی که در آن بازی کرده‌است می‌توان به باشگاه فوتبال آرسنال و باشگاه فوتبال زنان لیورپول اشاره کرد.